# Блажеевские
Блажеевские (пол. Błażewski) — дворянский род.
Происходит из Польского шляхетства. Потомки сего рода Блажиевские, находясь в России, служили в разных чинах и Пензенским Дворянским Депутатским Собранием внесены в родословную книгу.

## Описание герба
В щите, имеющем голубое поле, перпендикулярно изображены две серебряные с отломленными концами шпаги, соединённые вместе, а на середине их находится золотая луна рогами вверх, над луною же и внизу оной на клинках положены но одному перекладу в виде креста.
Щит увенчан дворянскими шлемом и короною с павлиньими перьями, на которых видны в щите означенные луна и шпаги с перекладами. Намёт на щите голубой, подложенный серебром. Герб рода Блажеевских внесён в Часть 8 Общего гербовника дворянских родов Всероссийской империи, стр. 139.